# Santander Arena
Santander Arena, tidigare Sovereign Center, är en inomhusarena i den amerikanska staden Reading i delstaten Pennsylvania. Den har en publikkapacitet på upp till 9 000 åskådare. Inomhusarenan började byggas i juni 1999 och invigdes den 6 september 2001. Den ägs av Berks County Convention Center Authority. Santander används primärt som hemmaarena till ishockeylaget Reading Royals i ECHL.